# Thyce deserta
Thyce deserta är en skalbaggsart som beskrevs av Hardy 1974. Thyce deserta ingår i släktet Thyce och familjen Melolonthidae. Inga underarter finns listade i Catalogue of Life.